# Jacob Cromhout
Jacob Cromhout (19 november 1608 - 2 september 1669), zoon van Hendrik Cromhout (1581-1651) en Agatha Wuytiers, was een handelaar uit een vooraanstaande Amsterdamse familie.
Hij trouwde in 1635 met Margaretha Wuytiers.
In 1642 kocht hij het Huis ten Bosch in Maarssen dat tot 1764 bij de familie Cromhout in gebruik bleef als buitenhuis.
Jacob Cromhout liet door de architect Philips Vingboons in 1660-1662 op een door zijn vader aangekocht terrein aan de Herengracht bij de Huidenstraat in Amsterdam de rij van vier Cromhouthuizen bouwen, waarvan hij er een (tegenwoordig huisnummer 366) met zijn gezin bewoonde.  Ook dit pand bleef lang in het bezit van de familie.